# Scared Famous
Scared Famous – album Ariela Pinka wydany w roku 2007 w limitowanym nakładzie. Kompiluje on utwory z podwójnego albumu Scared Famous/FF>> wydanego na CD-R w roku 2002, będącego trzecią i czwartą częścią serii Haunted Graffiti. Na albumie znajdują się utwory napisane i nagrane z R. Steviem Moore’em.

## Lista piosenek
1. "Gopacapulco"
2. "Howling At The Moon"
3. "Are You Gonna Look After My Boys?"
4. "Beefbud"
5. "Baby Comes Around"
6. "Talking All The Time"
7. "Politely Declined"
8. "Scared Famous"
9. "Why Can't I Be Me?"
10. "Girl In A Tree"
11. "The Kitchen Club"
12. "Passing The Petal 2 You"
13. "Inmates Of Heartache"
14. "In A Tomb All Your Own"
15. "Jesus Christ Came To Me In A Dream"
16. "The List (My Favorite Song)"
17. "An Appeal From Heaven"

## Scared Famous/FF>>

### Scared Famous
1. "Baby Comes Around" – 2:44
2. "The Facts Of Destiny" – 3:10
3. "Privacy" – 3:10
4. "Passing The Petal To You" – 2:55
5. "Beverly Kills (Freaks With Golden Heirs)" – 3:56
6. "Why Can't I Be Me?" – 3:28
7. "Something Isn't Something" – 3:42
8. "Express, Confess, Cover-Up"  – 7:27
9. "Birds In My Tree"  – 3:29
10. "Shedon'tknow-Whattodowithherself"  – 2:42
11. "Moya"  – 4:40
12. "SteviePink"  – 5:59
13. "R. Stevie's Brain" – 3:09
14. "Spiers In The Snow" – 2:02
15. "I Wanna Be Young" – 2:37
16. "Gopacapulco" – 2:51
17. "Hoist Interlude" – 0:21
18. "Scared Famous" – 5:17
19. "Deathcrush 99" – 10:33

### FF>>
1. "Intro/Where Does The Mind Go"  – 4:14
2. "Twenty Two Eyes" – 1:53
3. "Are You Gonna Look After My Boys?" – 2:23
4. "Inmates Of Heartache" – 2:54
5. "Make Room For Harry" – 4:28
6. "The List (My Favorite Song)" – 5:25
7. "My Molly" – 2:16
8. "Howling At The Moon"  – 3:49
9. "Beefbud" – 1:57
10. "A Tomb All Your Own" – 7:24
11. "Victor" – 0:34
12. "The Kitchen Club"  – 5:41
13. "The Lament Of Edward Boggles" – 2:24
14. "Crying" – 2:21
15. "Talking All The Time" – 2:47
16. "Girl In A Tree" – 3:17
17. "Jesus Christ Came To Me In A Dream" – 5:31
18. "One More Time" – 4:38
19. "May The Music Never Die" – 2:55
20. "Make Room For Harry (Version)"